# Писта (цирк)
Пи́ста (франц. piste — скаковая дорожка) — в цирке край манежного настила шириной до 0,5 м, приподнятый около барьера над уровнем манежа на 40 см. Писта не дает лошади, которая всегда бежит с наклоном к центру манежа, бить ногами по стенкам барьера, нарушать правильность наклона и темп бега.
В старых цирках с опилочными манежами, перед началом конного номера униформисты граблями разравнивают и подгребают писту. В современных стационарных цирках опилочную писту заменила каучуковая (см.фото).
В старом цирке широко использовалось пространство над первой пистой, проще говоря, над той «дорожкой», по которой кружит лошадь. Над пистой возводили арочные мостики самых различных конфигураций, с которых спрыгивали на лошадь наездники и дрессированные животные.
- —"Оба манежа соединяла овальная писта, проходившая буквально под ногами сидевших в первом ряду зрителей.[4]"
- —"Ослепленная прожекторами, вышагивала я по кругу писты, и обалдело соображала."[5]